# NGC 623
NGC 623 je galaksija u zviježđu Kipar.

## Vanjske poveznice
- SEDS: NGC 0623